# Chetogena mageritensis
Chetogena mageritensis är en tvåvingeart som först beskrevs av Villeneuve 1936.  Chetogena mageritensis ingår i släktet Chetogena och familjen parasitflugor. Inga underarter finns listade i Catalogue of Life.